# Jonas Netter
Jonas Netter, né le 9 juillet 1867 à Strasbourg et mort le 20 mai 1946 à Paris 17e, est un négociant en vins et un collectionneur d'art moderne.

## Biographie
Jonas Netter est le fils de Nephtalie Netter, négociant, et de Jeannette Eisig.
Il épouse Anne Pernet. Il est négociant en vins et agent d'exportation en soie.
Il s'installe à Paris et fait renouveler ses papiers à la préfecture de police. Il est reçu par Léon Zamaron dans le bureau duquel trône une toile de Maurice Utrillo. Il est mis dès lors en contact avec Léopold Zborowski.
En 1915, il découvre Modigliani.
Il collectionne les tableaux les œuvres d'Utrillo, Soutine, Valadon, Krémègne, Kikoïne et Antcher, Ebiche ou encore Kisling.
Il est mort à son domicile parisien de la rue Meissonier, à l'âge de 78 ans. Son fils Gérard lui succède à la tête de l'entreprise familiale.